# Матейча, Даниэль
Даниэль Матейча (чеш.. Daniel Matejča ; 2005, Либерец, Чехия) — скрипач из Чехии, победитель от Чехии на Евровидении для молодых музыкантов 2022.

## Биография
Даниэль Матейча родился в 2005 году в городе Либерец. Он начал играть на скрипке в возрасте четырёх лет, и первоначально его обучала мать, Олеся Воличкова. Год спустя он поступил в класс профессора Ивана Штрауса, у которого в настоящее время учится в Академии исполнительских искусств в Праге. Он посещал мастер-классы, организованные Чешской филармонией и проводимые Иржи Водичкой и Кристианом Тецлаффом. Он также учился у Маурицио Скьярретты и Бориса Белкина в Академии Имолы, Италия.

## Достижения
Его величайшие достижения включают первые премии на конкурсе скрипачей имени Кочяна и на конкурсе молодых музыкантов в Галле, Германия, в 2019 году. В 2020 году он выиграл Международный конкурс скрипачей имени Георга Филиппа Телемана в Познани, Польша, и был удостоен второй премии на международном конкурсе Концертино Прага, исполнив Концерт для скрипки № 1 Прокофьева с симфоническим оркестром Пражского радио в финальном туре в Рудольфинуме в Праге. Среди его последних достижений - победа на конкурсе молодых музыкантов Евровидение-2022 в Монпелье, Франция. Он выступал с концертами во Франции, Италии, Польше, Германии, Австрии, Объединённых Арабских Эмиратах, Турции, Сингапуре и других странах. В апреле 2023 года лейблом Supraphon был выпущен его дебютный альбом с шестью сонатами Исаи для скрипки соло.